# Steeple Langford
Pour les articles homonymes, voir Langford.
Steeple Langford est un village et une paroisse civile du comté du Wiltshire dans le sud est de l'Angleterre, à 10 km (6 miles) au nord-ouest de Wilton.